# Terminal Justinópolis
O Terminal Justinópolis é uma estação de ônibus localizado em Ribeirão das Neves, na RMBH. É um terminal de integração metropolitana, fazendo a ligação de linhas alimentadoras e troncais. As linhas alimentadoras saem dos bairros em direção a estação, enquanto as troncais operam na estação levando os passageiros para a capital mineira, com trajeto realizado pelas avenidas Antônio Carlos e Cristiano Machado.

## Histórico
Antes da existência dessa estação, já existiam ônibus que levavam moradores da cidade até pontos estratégicos de Belo Horizonte. No entanto, devido a criação do sistema MOVE em 2014, Ribeirão das Neves foi contemplada com um terminal metropolitano. Esse sistema foi criado com o objetivo de reduzir o tempo de viagem e aumentar a comodidade e segurança dos usuários.
A região de Justinópolis foi a escolhida para abrigar essa estação, pois é vista como um ponto estratégico, principalmente pelo fato de ficar cerca de 5 minutos da capital. O terminal foi inaugurado em 2016, porém as linhas 520C, 521C e 522H já operavam de maneira improvisada, desde 2014, na avenida que abriga a atual estação. O então secretário de transportes de Minas Gerais em 2016, afirmou que o novo terminal colocou fim a uma situação provisória e explicou que o Governo do Estado estuda a possibilidade da implantação de uma nova estação na região do Veneza.
As obras foram orçadas em R$ 27 milhões e levaram dois anos para ficarem prontas. No evento de inauguração participaram da solenidade o Secretário de Transportes e Obras Públicas (Setop), Murilo Valadares, a prefeita Daniela Corrêa (PT), a deputada estadual Marília Campos (PT), dentre outros convidados. Na estimativa original seriam cerca de 780 viagens realizadas entre Ribeirão das Neves e Belo Horizonte.
Originalmente, três linhas troncais operavam na estação levando os passageiros para a capital mineira, com trajeto realizado pelas avenidas Antônio Carlos e Cristiano Machado. Outras 22 linhas alimentadoras fazem o percurso bairro terminal/terminal bairro.

## Atualidade e infraestrutura
No final de 2016, o Departamento de Estradas de Rodagem (DER) acrescentou mais duas linhas para atender a população nevense, 523H e 524R. Com isso, a estimativa original foi ampliada, de 780 para mais de 1000 viagens entre Neves e BH diariamente. De acordo com fontes oficiais da prefeitura de Ribeirão das Neves, grande parte da população da cidade vai ao terminal todos os dias, maioria pela manhã, para trabalhar em Belo Horizonte e outras cidades da região metropolitana.
Atualmente, as viagens demoram em média 35 minutos (até o centro de Belo Horizonte) devido ao uso de corredores exclusivos. As instalações do terminal contam com uma área coberta de 8,28 mil metros quadrados, são compostas por cinco plataformas para linhas alimentadoras e duas para linhas troncais, prédio de apoio técnico operacional e de apoio aos motoristas, pátio para estocagem de ônibus, banheiros, bebedouros e amplo espaço com bancos para os passageiros. Recentemente, foi instalada uma base policial em um anexo externo do terminal, aumentando a segurança dos moradores da região e usuários do transporte metropolitano.

### Impacto social
Rotineiramente os moradores de Neves, Vespasiano e São José da Lapa se deslocam para Belo Horizonte buscando serviços médicos, culturais, entre outros, passando por esse terminal. Tal fato motivou pesquisadores e acadêmicos a entenderem um pouco mais da vivência dessas pessoas, a movimentação pendular através do transporte coletivo e analisar a justiça socioespacial na Região Metropolitana de Belo Horizonte.
Para alguns usuários, o Terminal Justinópolis representa um atraso, pois ao invés de resolver o problema de mobilidade da população, muitos consideram que piorou, com destaque na lotação dos veículos, o tempo de frequência das linhas, os horários e a necessidade de baldeação; para outros, essa estação incorporou uma parte de suas vidas diárias, representando um local de encontro com pessoas conhecidas ao aguardar os ônibus, o que não era possível com as linhas saindo de localidades diferentes (modelo antigo), e por considerarem que a infraestrutura do local é melhor quando comparada a pontos convencionais, afetando positivamente a rotina.